# Evers
Evers ist ein deutscher Familienname.

## Namensträger

### A
- Adalbert Evers (* 1948), deutscher Politikwissenschaftler
- Albert Evers (1868–??), englischer Fußballspieler
- Alfons M. J. Evers (1918–1998), deutscher Fabrikant, Verleger, Antiquar und Koleopterologe
- Alfonso Delgado Evers (* 1942), argentinischer Geistlicher, Erzbischof von San Juan de Cuyo
- Alfred Evers (1935–2018), belgischer Politiker
- Alois Evers (1893–1965), deutscher Admiralarzt
- Andrea Evers (1967–2025), deutsch-niederländische Psychologin
- Andreas Evers (* 1968), österreichischer Skirennläufer und Trainer
- Annelise Heigl-Evers (1921–2002), deutsche Ärztin und Psychoanalytikerin
- Anton Clemens Albrecht Evers (1802–1848), deutscher Maler
- August Evers (1841–1904), deutsch-japanischer Unternehmer

### B
- Bernd Evers (* 1941), deutscher Kunsthistoriker und Bibliothekar
- Bettina Evers (* 1981), deutsche Eishockeyspielerin
- Brenny Evers (* 1978), niederländischer Fußballspieler

### C
- Carl Evers (Komponist) (1819–1875), deutscher Pianist, Komponist und Musikalienhändler
- Carl Friedrich Evers (1729–1803), deutscher Jurist, Archivar und Numismatiker
- Carl-Heinz Evers (1922–2010), deutscher Politiker
- Caroline Evers-Swindell (* 1978), neuseeländische Ruderin
- Christian David Evers (1724–1783), deutscher Verwaltungsjurist
- Christian Georg Evers (1776–1845), deutscher Archivar und Numismatiker
- Christian Nicolaus von Evers (1775–1862), deutscher Politiker, Bürgermeister von Lübeck

### D
- Daniela Evers (* 1971), deutsche Politikerin (Grüne), MdL und Rechtsanwältin
- Diane Evers (* 1956), australische Tennisspielerin
- Dietrich Evers (1913–2009), deutscher Archäologe, Künstler, Illustrator und Autor
- Dirk Evers (* 1962), Theologe und Universitätsprofessor

### E
- Edo Evers, Orgelbauer des frühen 17. Jahrhunderts
- Emil Evers (Pianist) (1861–1934), deutscher Pianist und Klavierlehrer, Mitgründer eines Konservatoriums
- Emil Evers (Politiker) (1897–1945), deutscher Rechtsanwalt, Kommunalpolitiker (NSDAP) und Landrat im Landkreis Dessau-Köthen
- Eric Evers, deutscher Filmschauspieler und Kinderdarsteller
- Ernst Evers (1844–1921), deutscher evangelischer Theologe, Pastor und Schriftsteller
- Ernst August Evers (1779–1823), deutscher Pädagoge und Philologe

### F
- Ferdinand Evers (* 1966), deutscher Physiker und Hochschullehrer
- Floris Evers (* 1983), niederländischer Hockeyspieler
- Franz Evers (1871–1947), deutscher Schriftsteller
- Friedrich Evers (Ingenieur) (1861–1927), deutscher Schiffsbauingenieur
- Friedrich Evers (Mathematiker) (1932–2023), deutscher Mathematiker und Didaktiker
- Friedrich-Wilhelm Evers (1914–2003), deutscher Politiker (CDU)
- Fritz Evers (Unternehmer) (vor 1884–1947), deutscher Unternehmensgründer
- Fritz-Helmut Evers (1927–2011), deutscher Forstwissenschaftler, Forstdirektor und Fachautor

### G
- Georg Evers (Sportfunktionär) (1890–1953), deutscher Hockeyfunktionär
- Georg Evers (Gärtner) (1920–2008), deutscher Gärtner, Verbandsfunktionär und Politiker
- Georg Evers (Theologe) (* 1936), deutscher Theologe
- Georg Gotthilf Evers (1837–1916), deutscher Theologe und Botaniker
- Georges Christoffel Maria Evers (1950–2003), niederländischer Pflegewissenschaftler
- Georgina Evers-Swindell (* 1978), neuseeländische Ruderin
- Gertraud Evers-Boelter (1913–2006), deutsche Grafikerin

### H
- Hans Evers (Politiker) (1925–1999), deutscher Verwaltungsbeamter und Politiker (CDU)
- Hans-Dieter Evers (* 1935), deutscher Entwicklungswissenschaftler
- Hans-Georg Evers (* 1964), deutscher Aquarianer und Autor
- Hans Gerhard Evers (1900–1993), deutscher Kunsthistoriker und Hochschullehrer
- Hans-Jürgen Evers (1932–2015), deutscher Politiker (CDU)
- Hans-Ulrich Evers (1922–1987), deutscher Jurist
- Harald Evers (Fußballspieler) (1947–2006), deutscher Fußballspieler
- Harald Evers (Autor) (1957–2006), deutscher Autor
- Heinrich Evers (1855–1926), deutscher Kaufmann und Politiker, Senator in Lübeck, siehe Johann Heinrich Evers (Politiker, 1855)
- Heinrich Evers (Flugzeugkonstrukteur) (1884–1960), deutscher Flugzeugkonstrukteur
- Heinrich Evers (Parteifunktionär) (1887–1968), deutscher Gewerkschafter und Parteifunktionär (USPD, KPD)
- Heinz Evers, deutscher Fußballspieler
- Helene Evers (1892–1983), deutsche Schauspielerin und Bühnenleiterin
- Herbert Evers (1902–1968), deutscher NSDAP-Funktionär, Landrat des Kreises Olpe (1935–1945)
- Hermann Evers (1825–1904/1906), deutscher Jurist und Politiker, MdA
- Horst Evers (* 1967), deutscher Autor und Kabarettist

### J
- Jan Evers (* 1968), deutscher Investitionsexperte und wissenschaftlicher Berater
- Joachim Dietrich Evers (1695–1741), deutscher Jurist und Pädagoge
- Joachim Lorenz Evers (1758–1807), deutscher Goldschmied, Schriftsteller, Verleger und Theaterdirektor
- Johan Christiaan Gottlob Evers (1818–1886), niederländische Mediziner
- Johann Christian Evers (1898–1964), deutscher Politiker (DP), MdL Niedersachsen
- Johann Friedrich Evers (Jurist) (Johannes Friedrich Evers; 1691–1763), deutscher Jurist
- Johann Friedrich Evers (Geistlicher) (1747–1826), deutscher Geistlicher
- Johann Heinrich Evers (Politiker, I), deutscher Kaufmann und Politiker, Mitglied der Lübecker Bürgerschaft
- Johann Heinrich Evers (Politiker, 1855) (1855–1926), deutscher Kaufmann und Politiker, Senator in Lübeck
- Johann Joachim Evers, deutscher Zeichner und Lehrer
- Johannes Evers (1859–1945), deutscher Geistlicher
- John Evers (1939–2010), österreichischer Jazzmusiker und Hörfunkmoderator
- Johnny Evers (1881–1947), US-amerikanischer Baseballspieler
- Jörg Evers (1950–2023), deutscher Musiker, Komponist, Arrangeur und Musikproduzent
- Joseph Evers (1894–1975), deutscher Arzt
- Jürgen Evers (Chemiker)  (* 1941), deutscher Chemiker
- Jürgen Evers (* 1965), deutscher Leichtathlet

### K
- Kai-Bastian Evers (* 1990), deutscher Fußballspieler
- Karin Evers-Meyer (* 1949), deutsche Politikerin (SPD)
- Karl Evers (1903–1994), deutscher Volkswirt, Jurist und SS-Obersturmbannführer, siehe Otto Bradfisch
- Karl Evers (Ingenieur) (1904–1969), deutscher Flieger-Ingenieur und Beamter
- Käthe Evers (1893–1918), deutsche Malerin
- Kjell T. Evers (1913–1997), norwegischer Kommunalfunktionär und Europarats-Politiker

### L
- Lara Evers (* 1975), deutsche Politikerin (CDU)
- Lis Evers (1942–2010), dänische Sängerin

### M
- Mariele Evers (* 1966), deutsche Geografin und Hochschullehrerin für Ökohydrologie
- Medgar Evers (1925–1963), US-amerikanischer Bürgerrechtler
- Meike Evers-Rölver (* 1977), deutsche Ruderin
- Michael Evers (* 1946), deutscher Schauspieler
- Michael P. Evers (* 1964), deutscher Wirtschaftswissenschaftler und Hochschullehrer für Makroökonomik
- Momo Evers (* 1971), deutsche Redakteurin, Lektorin und Autorin

### N
- Nico Evers-Swindell (* 1979), neuseeländischer Schauspieler
- Nicolaus Henricus Evers (1736–1816), deutscher Verwaltungsjurist
- Nicolaus Joachim Guilliam Evers (1766–1837), deutscher evangelisch-lutherischer Geistlicher und Autor

### O
- Otto Evers (1728–1800), deutscher Mediziner

### P
- Paul Evers (1921–2000), deutscher Heimatforscher
- Peter Evers (Physiker) (* 1964), deutscher Physiker und Zeichner
- Peter Evers (Regisseur), deutscher Regisseur und Drehbuchautor

### R
- Ralf Evers (* 1965), deutscher Theologe und Sozialwissenschaftler
- Reinbert Evers (1949–2022), deutscher Gitarrist und Komponist
- Robert Evers (1875–1934), deutscher Jurist, Senatspräsident am Reichsfinanzhof von 1929 bis 1934
- Roland Evers (* 1972), deutscher Sportjournalist
- Rolf Evers (* 1960), deutscher Bodybuilder
- Rüdiger Evers (1936–2020), deutscher Schauspieler, Synchronsprecher und Dialogregisseur
- Rudolf Evers (1902–nach 1970), deutscher Unternehmensgründer

### S
- Sebastian Evers (* 1991), US-amerikanischer Fußballtorhüter
- Stefan Evers (* 1979), deutscher Politiker
- Susanne Evers (* 1970), deutsche Schauspielerin

### T
- Thomas Evers (1977–2015), deutsch-belgischer Sportjournalist und Kolumnist
- Ties Evers (* 1991), niederländischer Fußballspieler
- Tilman Evers (* 1942), deutscher Sozialwissenschaftler
- Tjark Evers (1845–1866), deutscher Seemann
- Tönnies Evers der Ältere (vor 1540–nach 1580), deutscher Bildschnitzer
- Tönnies Evers der Jüngere (1550–1613), deutscher Bildschnitzer
- Tony Evers (* 1951), US-amerikanischer Politiker

### W
- Walter Evers (1882–1946), deutscher Architekt, Innenarchitekt und Maler
- Werner Evers (* 1932), deutscher Politiker (SPD)
- Wilhelm Evers (Politiker) (1797–1853), deutscher Jurist und Stadtdirektor von Hannover
- Wilhelm Evers (Organist) (1902–1975), deutscher Organist und Musikpädagoge
- Wilhelm Evers (Geograph) (1906–1983), deutscher Geograph

## Weblink
- Evers bei namenforschung.net